# 科莫 (北卡羅萊納州)
科莫（英語：Como）是一個位於美國北卡羅萊納州赫德福德縣的城鎮。

## 人口
根據2020年美國人口普查的數據，科莫的面積為8.17平方千米，當中陸地面積為8.15平方千米，而水域面積為0.02平方千米。當地共有人口67人，而人口密度為每平方千米8人。